# Katharina Kron
Katharina Kron (* 15. August 2004) ist eine deutsche Schauspielerin und Hörspielsprecherin.

## Leben
Kron ist die Tochter des Schauspielers und Regisseurs Torsten Peter Schnick. Ihre Mutter arbeitet als Souffleuse am Schauspiel Köln. Seit 2010 besucht Kron die Schauspiel AG.
2014 hatte Kron ihre erste Rolle in einer Episode der Fernsehserie Mord mit Aussicht. 2015 folgte eine Besetzung in einer Episode der Fernsehserie Bettys Diagnose sowie eine Rolle im Film Die Kleinen und die Bösen. 2016 spielte sie in fünf Episoden die Rolle der Nadine Lehmann in der Mini-Fernsehserie Morgen hör ich auf. Im gleichen Jahr war sie im Kurzfilm Goldfish zu sehen. Sie hatte eine Nebenrolle im Fernsehfilm Der Tod und das Mädchen – Van Leeuwens dritter Fall.
Sie fungierte als Erzählerin im Hörbuch Pandora und der phänomenale Mr. Philby. Im Jahre 2018 sprach sie auch die weibliche Titelrolle in dem gleichnamigen zweiteiligen Hörspiel.

## Filmografie
- 2014: Mord mit Aussicht (Fernsehserie, Episode 3x13)
- 2015: Bettys Diagnose (Fernsehserie, Episode 1x05)
- 2015: Die Kleinen und die Bösen
- 2016: Goldfish (Kurzfilm)
- 2016: Morgen hör ich auf (Mini-Fernsehserie, 5 Episoden)
- 2017: Der Tod und das Mädchen – Van Leeuwens dritter Fall (Fernsehfilm)
- 2021: Ein Mädchen wird vermisst (Fernsehfilm)
- 2022: SOKO Köln (Fernsehserie, Episode 20×20)
- 2024: Der Staatsanwalt (Fernsehserie - Eine todsichere Sache) Klara Bertlich
- 2024: Für alle Fälle Familie (Sat 1, Serie)
- 2024: Kurzschluss hoch drei (Kurzfilm)
- seit 2025: Alles was Zählt

## Hörspiele
- 2015: Bodo Traber: Delay (Lena) – Regie: Petra Feldhoff (Original-Hörspiel, Kriminalhörspiel – WDR)
- 2018: Sabine Ludwig: Pandora und der phänomenale Mr. Philby (2 Teile) (Pandora) – Regie: Annette Kurth (Hörspielbearbeitung, Kinderhörspiel, Kriminalhörspiel – WDR)